# X異形
《再生战机》為1989年日本Irem公司推出的街機射擊遊戲，採用極度類似R-Type的風格
在2249年的殖民地星球上發生怪異的外星人入侵，外星艦隊並非巨型戰艦而是微生物的尺度，像疾病般入侵人體逐漸感染控制更多人。科學家將X-002微型战斗机打入人體進行戰鬥，尋找治病方法，玩家的戰場有包含胃酸的胃部和子宮等器官，題材創新較高。1998年移植於PS和SS家用主機。
在90年代前期各種射擊遊戲蜂湧推出，本作品並沒有在市場上引起太大的迴響與R-Type的知名度相差甚大，但多年後PS2的R-TYPE FINAL機體圖書館名單之中卻有了本機的一席之地，被命名為「RX-12 Cross The Rubicom」。